# Moraria hudsoni
Moraria hudsoni is een eenoogkreeftjessoort uit de familie van de Canthocamptidae. De wetenschappelijke naam van de soort is voor het eerst geldig gepubliceerd in 2003 door Reid & Lesko.